# Azes II

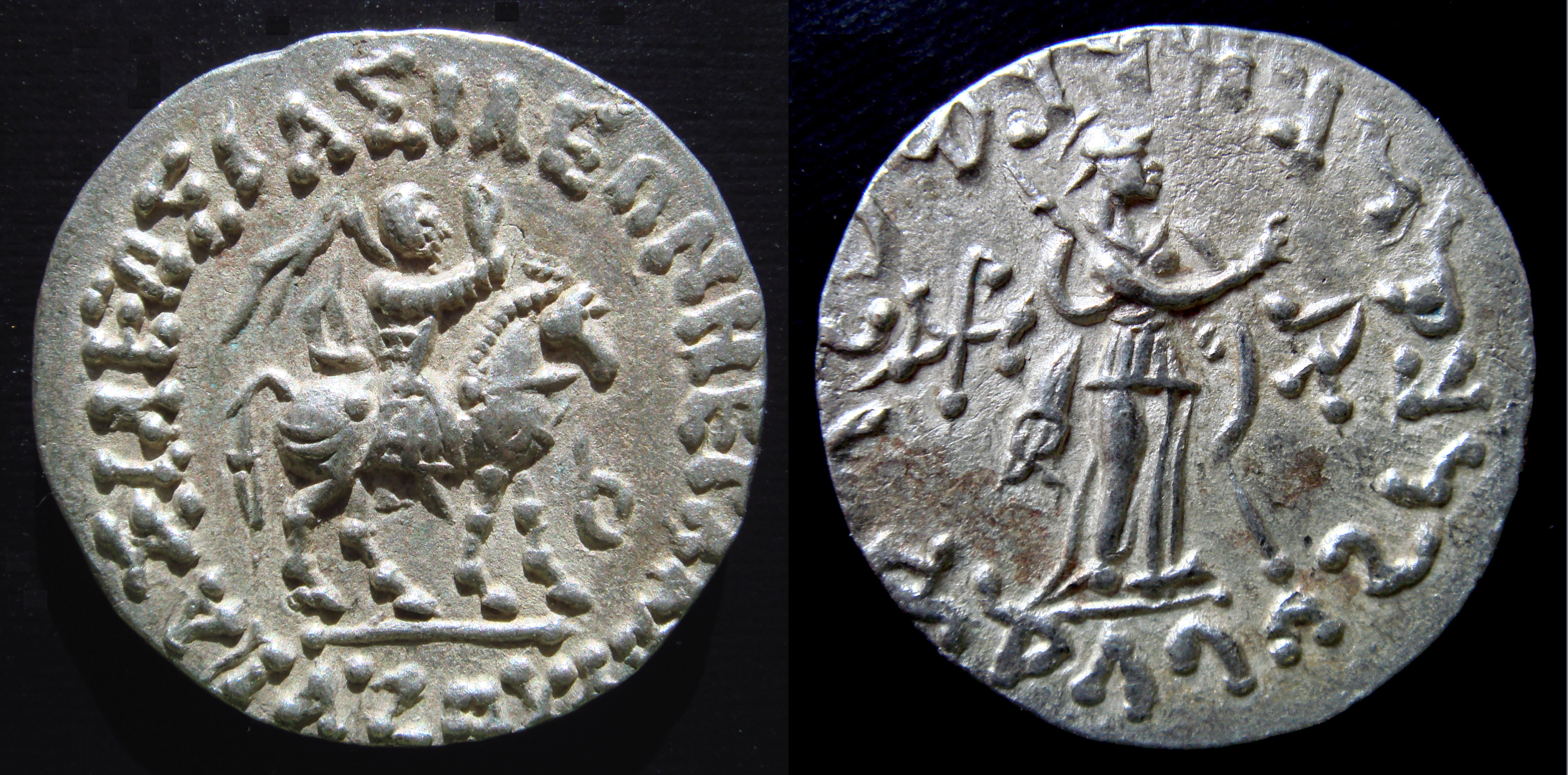
Moneda de plata d'Azes (II)

Azes II fou rei indoescita. Tradicionalment se suposava que era el successor d'Azilises i que va governar de vers l'any 12 al 42 dC, però la seva existència ha estat posada en dubte doncs es creu que Azes I i Azes II són la mateixa persona com provaria que hi ha una moneda suposadament d'Azes II que fou reutilitzada per Azes I.
Es titulava gran rei de reis i governava al nord però va perdre les províncies de l'Indus mitjà on apareixen monedes de Spalahores i Spalagadames, amb un rei de nom Vonones com a sobirà suprem, probablement el rei Vonones I de Pàrtia (vers 7 a 10). Azes segurament va incorporar Jalalabad (Nangarhar) i Gard als seus dominis: una inscripció datada l'any 25, trobada a Jalalabad, coneguda com a inscripció de Tiravharna (pel nom del sàtrapa que la va fer) el declara sobirà i al mateix temps les seves monedes apareixen a la zona. Va emetre monedes a Tàxila i a Gandhara; les monedes apareixen fins al 42. Ja vers el final del seu regnat i a la seva mort, l'imperi es va fragmentar i els sàtrapes o governadors territorials van començar a emetre moneda com els sàtrapes Jihonika i Rajuvula, o el strategos Aspavarma, i el rei kushana Kujula. Els successors tant els indoescites (o indoparts) com els kushan (una de les cinc tribus dels yuezhi), van continuar amb els mateixos tipus de monedes que Azes.

## El reliquiari de Bimaran

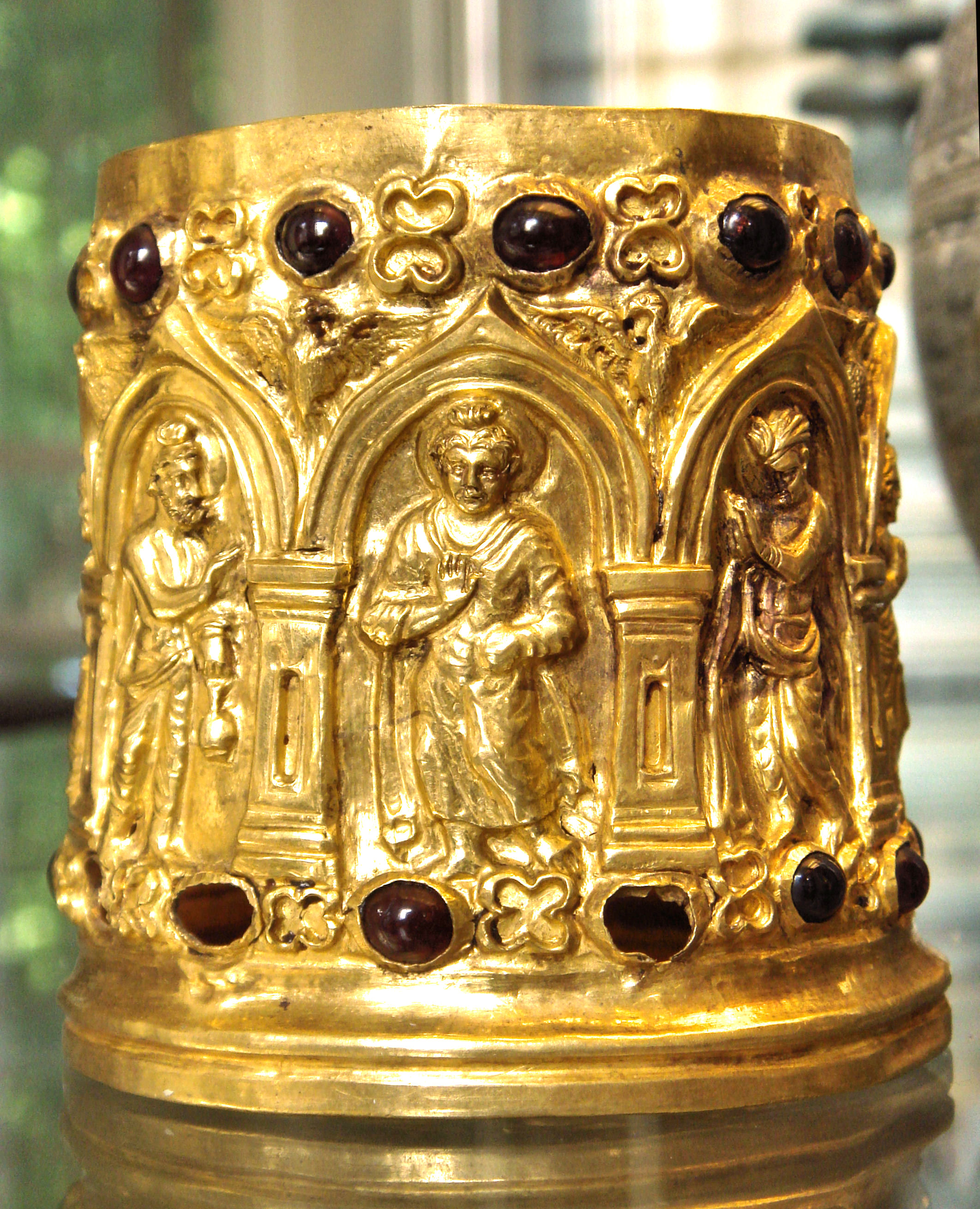
Reliquiari de Bimaran.

Azes II està connectat al reliquiari de Bimaran, una de les primeres representacions de Buda. El reliquiari, probablement un treball grec, fou utilitzat per la dedicatòria d'una stupa a Bamiran, prop de Jalalabad (Nangarhar) a l'Afganistan, i posat dins la stupa amb diverses monedes d'Azes II. Encara que aquest esdeveniment no té data hauria estat entre el 12 i el 25 dC.

## Monedes
Monedes atribuïdes a Azes II en grec i kharosthi mostren deïtats gregues protectores seguint el model dels reis indogrecs suggerint una molt bona voluntat per acomodar-se a la cultura grega; una diferència fou que mostraven al rei a cavall més que no pas el seu bust com feien els grecs. Altres monedes d'Azes mostren el lleó budista i la bramànica vaca de Siva suggerint tolerància religiosa als seus súbdits.
Azes II fou molt temps acreditat com l'autor de moltes de les monedes indoescites encunyades amb el nom Azes al nord de l'Índia, més que no pas Azes I. Robert Senior ha suggerit que totes les monedes foren emeses per un únic rei Azes, que se'n va donar compte quan va veure que una de les monedes atribuïdes a Azes II havia estat regravada per Azes I el que deixava entendre que totes les monedes d'Azes II no eren posteriors a les d'Azes I i que per tant la possibilitat més racional era l'existència d'un sol Azes. Aquesta idea ha estat defensada per Senior amb bon nombre d'arguments numismàtics, principalment a la seva enciclopèdia de monedes indoescites". De moment la teoria no ha estat acceptada per tots els erudits i sembla que les dates sobre les que es treballa ferien impossible que es tractés d'un sol rei.

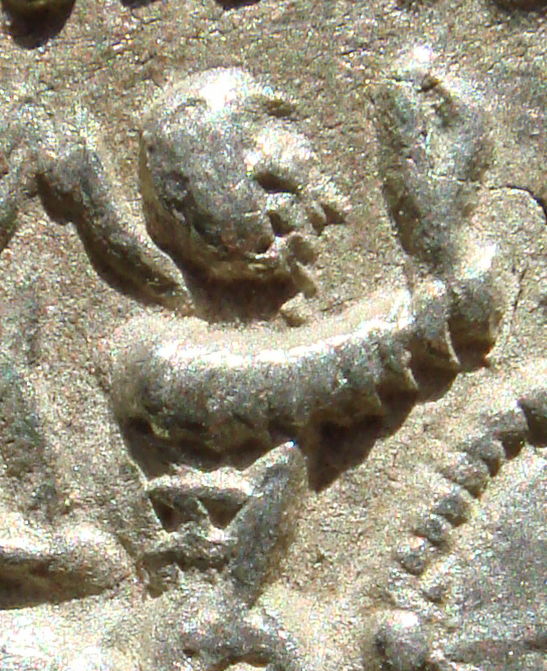
Imatge d'Azes II
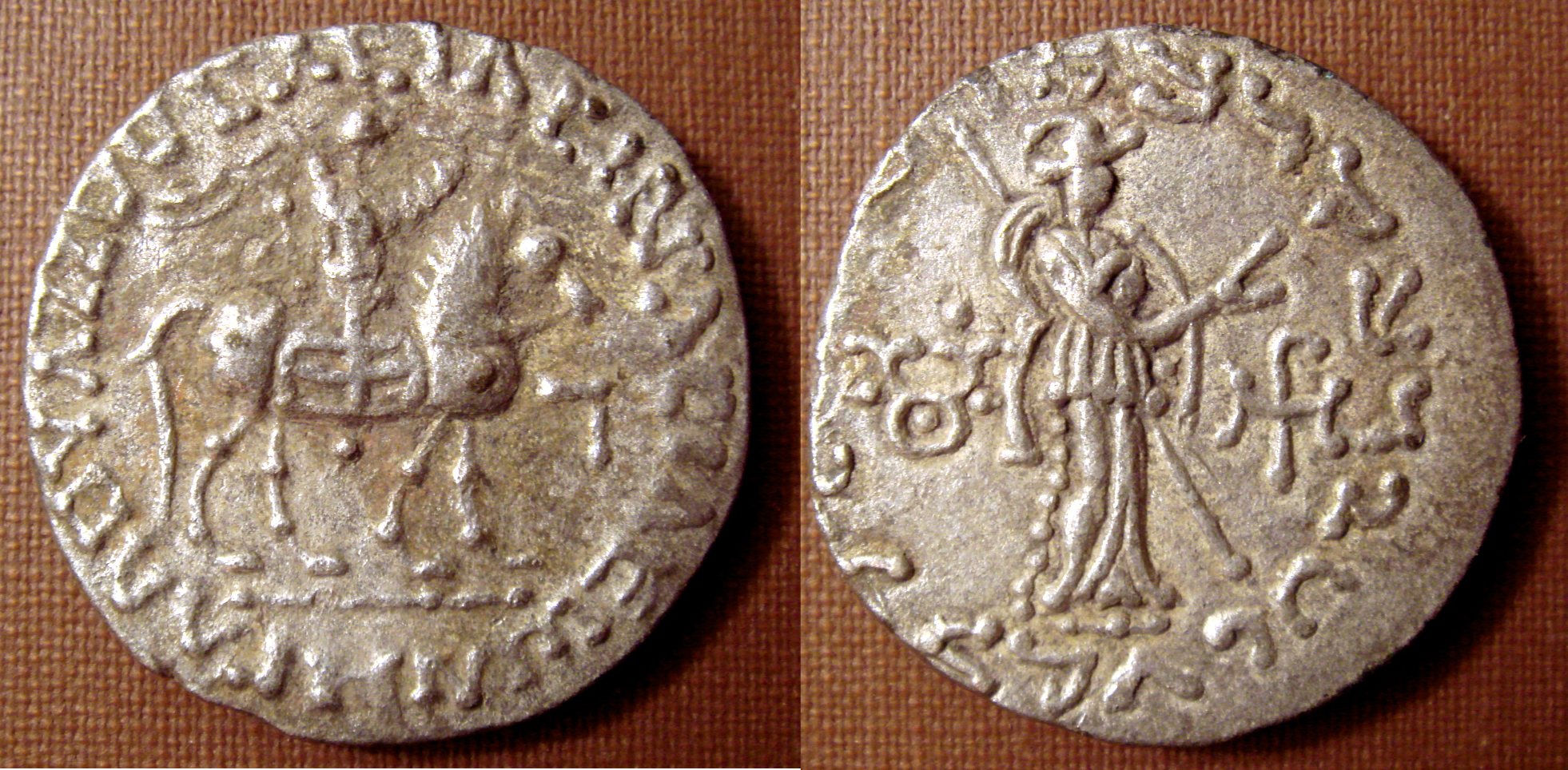
Moneda d'Azes II amb símbol budista
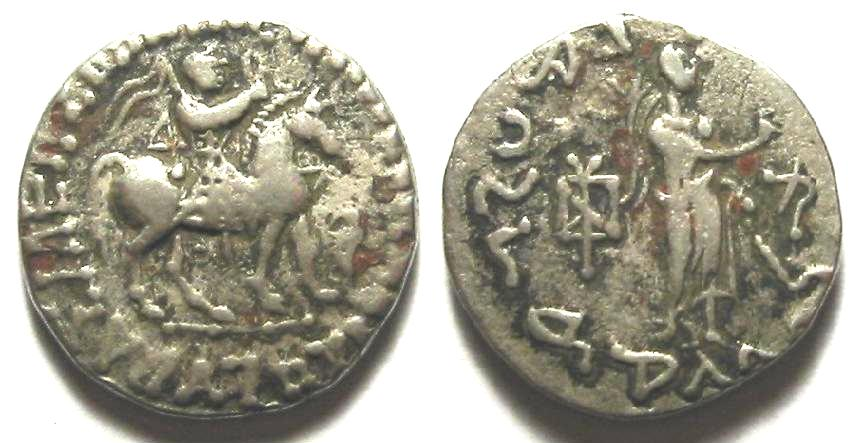
Moneda d'Azes II
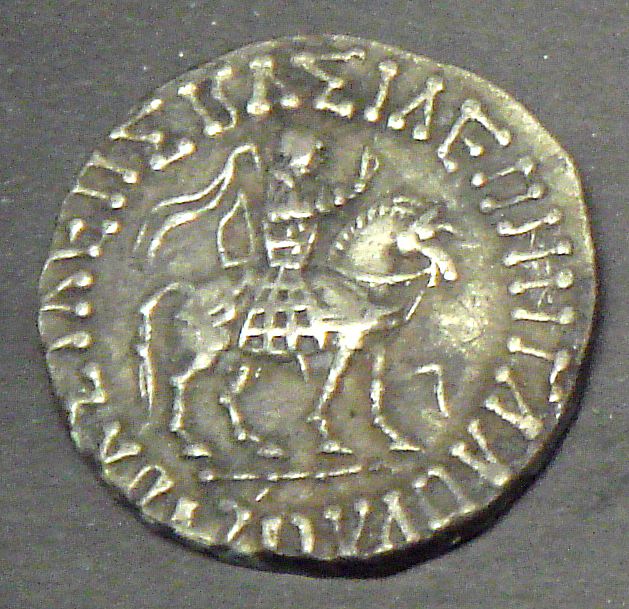
Moneda d'Azes II
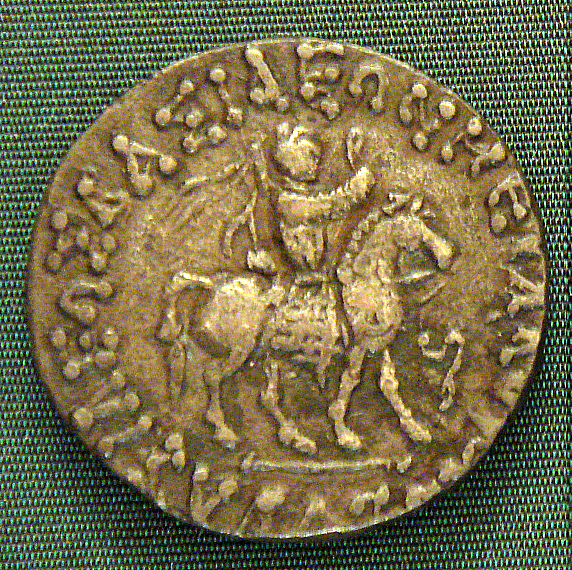
Moneda d'Azes II
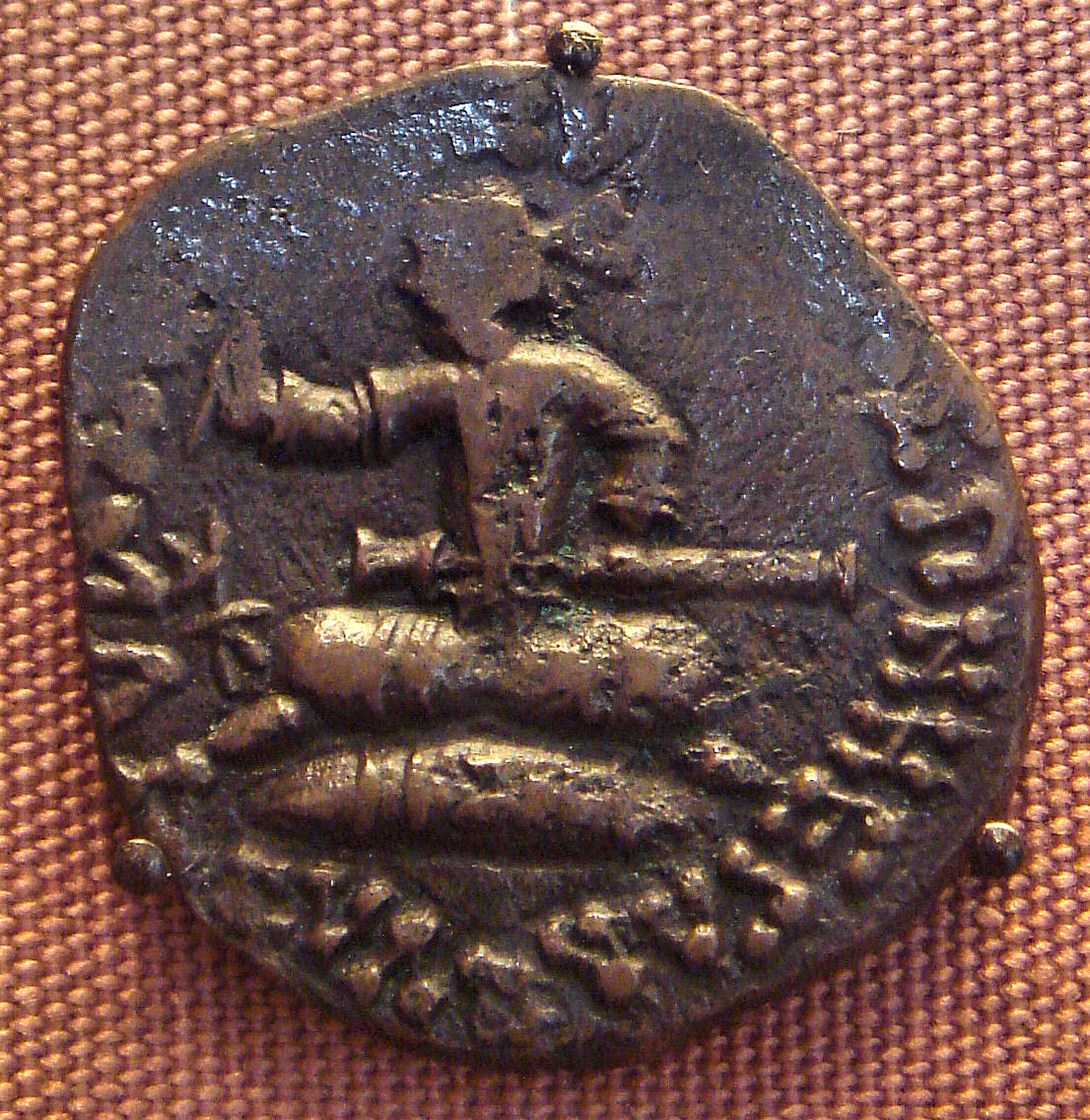
Moneda d'Azes
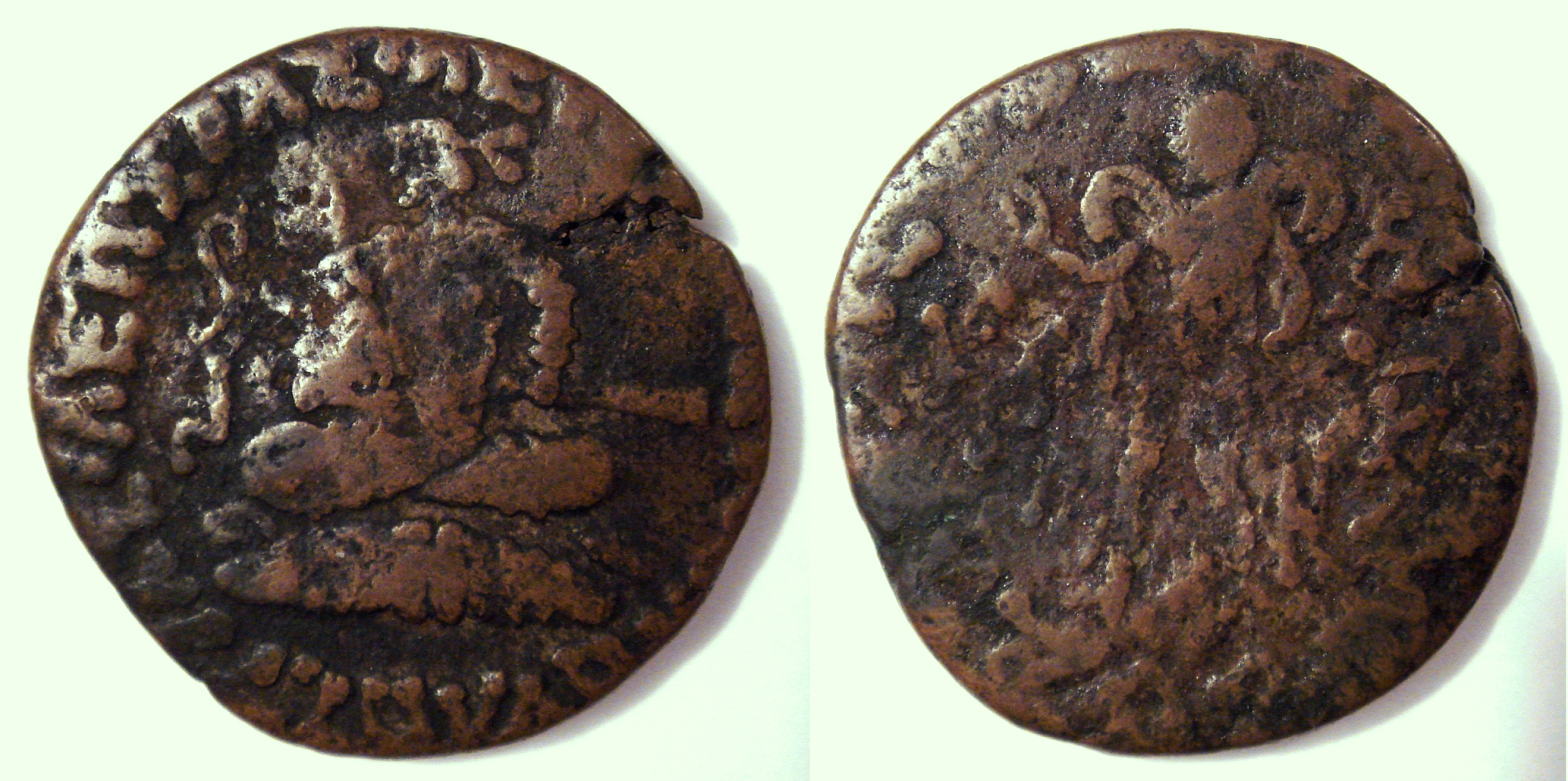
rei Azes II
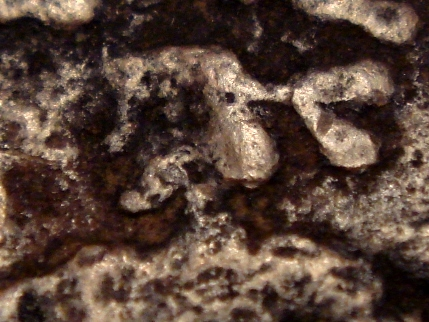
rei Azes II.